# Omaloplia analis
Omaloplia analis är en skalbaggsart som beskrevs av Guérin-Méneville 1849. Omaloplia analis ingår i släktet Omaloplia och familjen Melolonthidae. Inga underarter finns listade i Catalogue of Life.